# بنوا كليمنت
بنوا كليمنت هو سباح كندي، ولد في 31 ديسمبر 1963 في مونتريال في كندا، وتوفي في 23 يوليو 2011.

## روابط خارجية
- بنوا كليمنت على موقع الاتحاد الدولي للسباحة (الإنجليزية)
- بنوا كليمنت على موقع أوليمبيديا (الإنجليزية)